# Nemt, Frouwe, disen Kranz und andre Gedichte
Nemt, Frouwe, disen Kranz und andre Gedichte von Otto Julius Bierbaum is een compositie van Christian Sinding. Nemt, Frouwe verscheen al in een bundel Ausgewählte Gedichte van Bierbaum uit 1893. Sinding componeerde daar al snel liederen bij, maar Sindings uitgeverij Wilhelm Hansen zag een tijdland niets in de Duitstalige liederen. Pas in 1903 verschenen de liederen. Sinding zei volgens eigen zeggen een “ontdekker” van Bierbaum te zijn, toen deze teksten  verschenen hadden ook andere componisten deze al ontdekt, bijvoorbeeld Max Reger.
De liederen:
1. Nemt, Frouwe, disen Kranz (met freien Vortrag)
2. Ritter rät dem Knappen dies (tempo di minuetto)
3. Tanzlied (andantino)
4. Dem Tage (alla marcia)
5. Das is der Zeiten Unterscheid (andantino)
6. Ein Pfingstlied (allegro)
7. Trinke Wein, Mein Kind (allegretto)
8. Traum durch die Dämmerung (andante)
9. Schlagende Herzen (allegretto)
10. Letzter Wunsch (andante)
11. Schmeid Schmerz (andante)
12. Alb (andante)
13. Des Narren Regenlied ((non troppo lento)
14. Auf der Ferne in der Nacht (andantino)

Des Narren Regenlied komt uit Bierbaums bundel Der neubestellte Irrgarten der Liebe, die Sinding ook later nog zou gebruiken. 
De Duitstalige liederen konden in Noorwegen niet rekenen op een flink onthaal. Men gaf daar de voorkeur aan Noorse liederen. Er is geen opname van het totale veertiental gedichten verschenen. 